# Медиолански едикт
Медиоланският едикт или Миланският едикт (на латински: Edictum Mediolanense) е едикт от двамата августи Лициний и Константин, издаден в 313 година в град Медиоланум (днешно Милано), с който християнството се провъзгласява за равноправна на другите религии. Традиционно едиктът се приема за край на Диоклециановите гонения срещу християните.

## Предистория
След абдикацията на Диоклециан и Максимиан през 305 г. настъпват междуособици. Диоклециан провъзгласява за нов август Галерий, а Максимиан – Констанций Хлор. Галерий назначава за цезар на източните провинции племенника си Максимин Дая, а за цезар на Италия и африканските провинции военачалника Флавий Валерий Север. През 306 г. Констанций Хлор умира по време на поход и войската му провъзгласява за цезар на западните провинции неговия син Флавий Константин. След това Максимин Дая се обявява за август на източните провинции. Север бил обявен за август на мястото на починалия Констанций Хлор, а Галерий обявява за август Валерий Лициний. Така през 309 г. Римската империя има няколко августи и нито един цезар.
През 311 г. в Сердика император Галерий издава Сердикийския едикт за толерантност за прекратяване на гоненията срещу християните и за допускане изповядването на християнство в империята. Това е исторически повратен момент за световната история. Няколко дни след това императорът умира, като негов приемник става Лициний, а съюзник в борбата за правата на християнската религия става другият август Константин. На срещуположните възгледи са Максимин Дая и Максенций. След като Максенций бил убит, а Максимин Дая разбит в битка между Хераклея и Адрианопол, двамата победители – Лициний и Константин се срещат в Медиолан.